# Arrhenatherum
Arrhenatherum là một chi thực vật có hoa trong họ Hòa thảo (Poaceae).

## Loài
Chi Arrhenatherum gồm các loài: